# Rio Encantado
O rio Encantado é um curso de água que banha o estado do Paraná. 